# Saint-Cierge-sous-le-Cheylard

Saint-Cierge-sous-le-Cheylard este o comună în departamentul Ardèche din sud-estul Franței. În 1 ianuarie 2022 avea o populație de 217 de locuitori.